# 단재론
단재론 ( One-ism ) 은 이교도 사상을 나타내는 말로 사용되며, '모든 것이 하나다'라는 영적인 믿음이다.  이것은 서양의 기독교 사상인 '양재론(Two-ism)' 과 반대되는 것으로 모든 것을 하나의 체계로 생각하는 '평등'과 '동일'을 강조하는 것을 내포하고 있다.
기독교의 양재론은 창조주와 피조물이라는 두 개의 근본이 다른 객체를 근간으로 하나 단재론은 모든 것이 하나로 이루어져 있고 그것을 분리한다 하더라도 결국에는 하나가 된다는 동일함을 강조한다. 
이것은 피조된 세계를 숭배하는 이교도로 창조주를 경배하는 기독교와는 구별된다.

## 5가지의 기본적인 사항
- 모든 것은 하나이고 하나는 모든 것이다.
- 모든 인류는 하나이다.
- 모든 종교는 하나이다
- 문제가 하나가 있는 데, 그것은 우리는 우리가 하나인 것을 모르는 것이다.
- 해결책도 하나가 있는 데, 당신 자신 안에 구원이 있음을 아는 것이다.

## 힌두교의만다라
힌두교인들은 만다라와 연합되는 것을 기념한다. 만다라를 바라보는 것은 평화와 치유를 가져오는 완전함을 의미한다고 생각한다.

## 미로
원모양을 여러 개로 나누어 복잡하게 만들었지만 모두가 하나의 원 안에서 결국에는 하나로 결합되는 것을 의미하며 단재론의 예이다.